# Lázadás a Bountyn
A Bounty nevű angol királyi hadihajón 1789. április 28-án zendülés tört ki William Bligh kapitánnyal és tisztjeivel szemben. A lázadás vezére Fletcher Christian volt. Bligh-t 18 hűséges emberével egy csónakba tették.

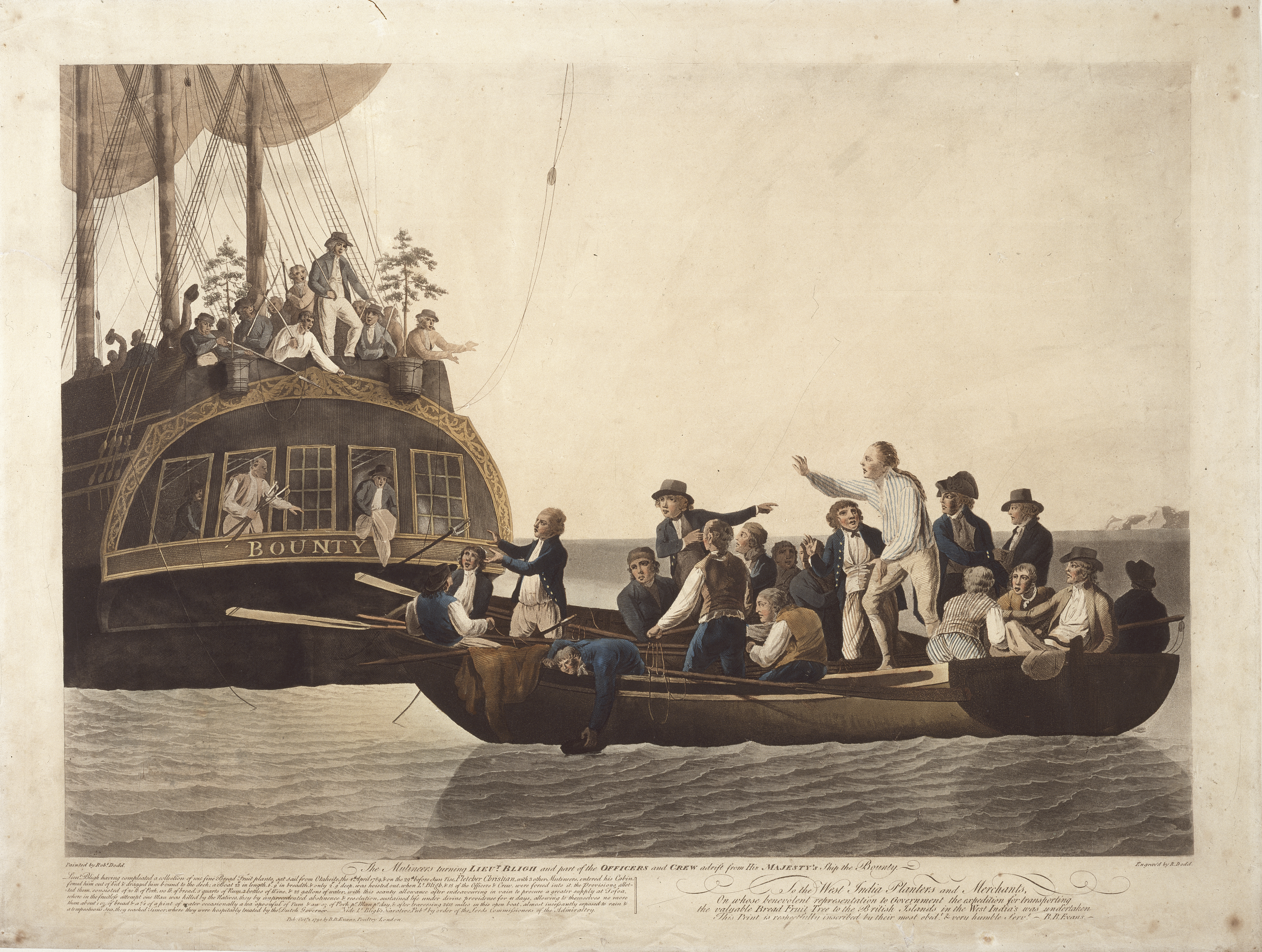
A zendülők kiteszik Bligh kapitányt és a tiszteket 1789. április 29-én. Robert Dodd festménye

## A Bounty útja

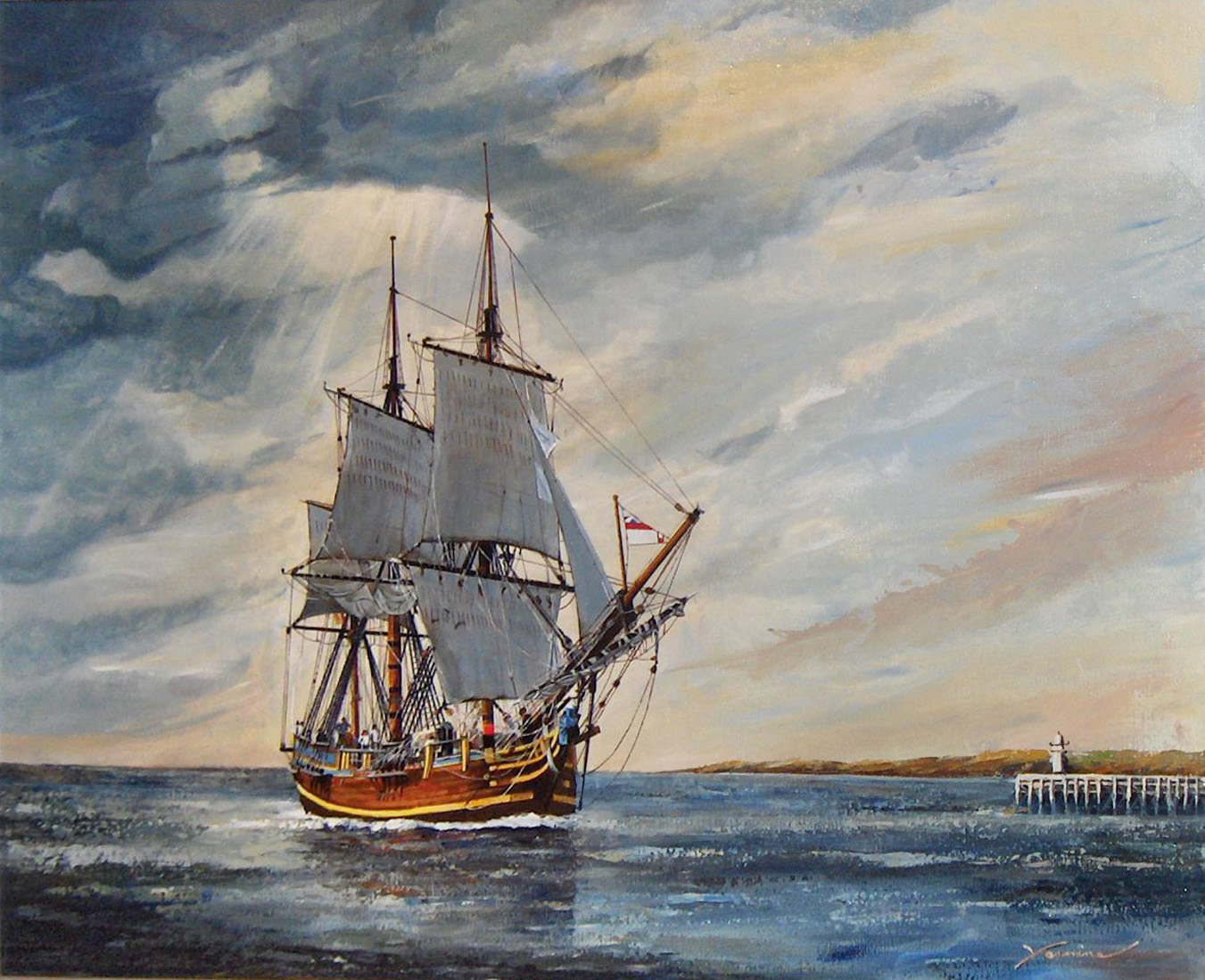
A Bounty Yasmina (2009) képén

Őfelsége HMS Bounty nevű hadihajója szénszállító hajóként kezdte karrierjét. 1784-ben épült a Hull melletti Blaydes hajódokkban.
A Bounty nevű hajót a Brit Királyi Haditengerészet számára, egyetlen útra átépítették. Küldetése az volt, hogy Tahitira hajózzanak vele, onnan kenyérfa-növényeket vigyenek a Nyugat-Indiákra, hogy olcsó eleségként szolgáljanak a rabszolgák számára. A hajó kapitányául William Bligh-t választották, tisztsége 1787. augusztus 16-án emelkedett jogerőre, 33 éves korában, ez volt karrierje csúcspontja, miután James Cook két útján is szolgált már fedélzetmesterként.
1787-ben felszerelték a hajót Deptfordban. A legnagyobb kabint átalakították, hogy elférjenek benne a növények. 46 tiszt és matróz fért el végül a hajón. 1787. december 23-án a Bounty kihajózott Spitheadből Tahiti felé. 

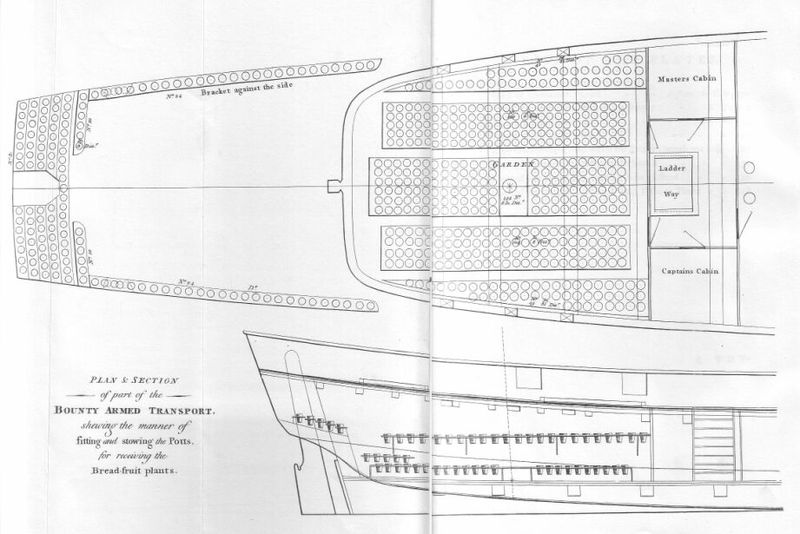
A Bounty tervrajza

Egy egész hónapon át próbálták megkerülni a Horn-fokot, de a kedvezőtlen időjárás miatt ez nem sikerült. Bligh elrendelte, hogy forduljanak meg. Keletre tartottak, és végül a Jóreménység fokát megkerülve kijutottak az Indiai-óceánra. 
A kapitány az út során fedélzetmesterét, John Fryert Fletcher Christianre cserélte. Ez jelentős törést eredményezett Fryer és Bligh kapcsolatában. A hajó 1788. október 26-án érte el Tahiti partjait, 10 hónapnyi tengeri hajóút után. Bligh és legénysége öt hónapot töltött Tahitin, vagy ahogy akkor hívták: Otaheitén, ezalatt 1015 kenyérfanövényt gyűjtöttek össze. Bligh megengedte a legénységének, hogy tahiti szokások szerint éljenek. Néhányan tetováltatták magukat, Fletcher Christian pedig elvette Maimitit, egy tahiti nőt. Más matrózoknak is volt kapcsolatuk tahiti nőkkel, sokukat teherbe ejtették, ami azonban egyáltalán nem zavarta a helyieket, sőt kifejezetten hízelgő volt a számukra. Öt hónapnyi ott-tartózkodás után a Bounty 1789. április 4-én útnak indult.
Valószínűleg a szigeten eltöltött hónapok alatt a tengerészek fegyelme alaposan meglazult, és nem akartak továbbszolgálni egy brit királyi hajón. Habár Bligh szigorú volt, nem volt kegyetlen, és tisztességgel bánt az alantasaival. Más hajókon viszont a parancsnokok rendkívül kegyetlenül bántak a tengerészekkel, amiről számos, a Bountyn szolgálatot teljesítő matróz már szerzett korábban tapasztalatokat. Emiatt döntöttek sokan a lázadás mellett.

## A lázadás
1789. április 28-án, 1300 mérföldre Tahititől, Tonga közelében lázadás tört ki a hajón. Fletcher Christian és néhány követője betört Bligh kabinjába, amelyet a kapitány elfelejtett bezárni. Felébresztették és kivitték a fedélzetre, miközben csak hálóruhája volt rajta. Christian bajonettet tartott kezében. Bligh valami észszerű magyarázatot kért tőle, de Christian csak azt üvöltötte, hogy A pokolban vagyok, a pokolban vagyok!. A hajót véráldozat nélkül foglalták el. A legénység majdnem fele, 18 személy (köztük a tisztek) nem csatlakoztak Christian lázadásához a hajón lévő 42 emberből. A lázadók Bligh-t és embereit a Bounty mentőcsónakjával tengerre tették.
Fletcher valószínűleg a felesége miatt vett részt a lázadásban. A feljegyzések szerint rendkívül sértődékeny és visszahúzódó ember volt, emiatt számos konfliktusa támadt Bligh-jal, aki nem egy esetben megrótta viselkedéséért, ezt pedig Fletcher nagyon zokon vette.

## A lázadás után

### Bligh útja

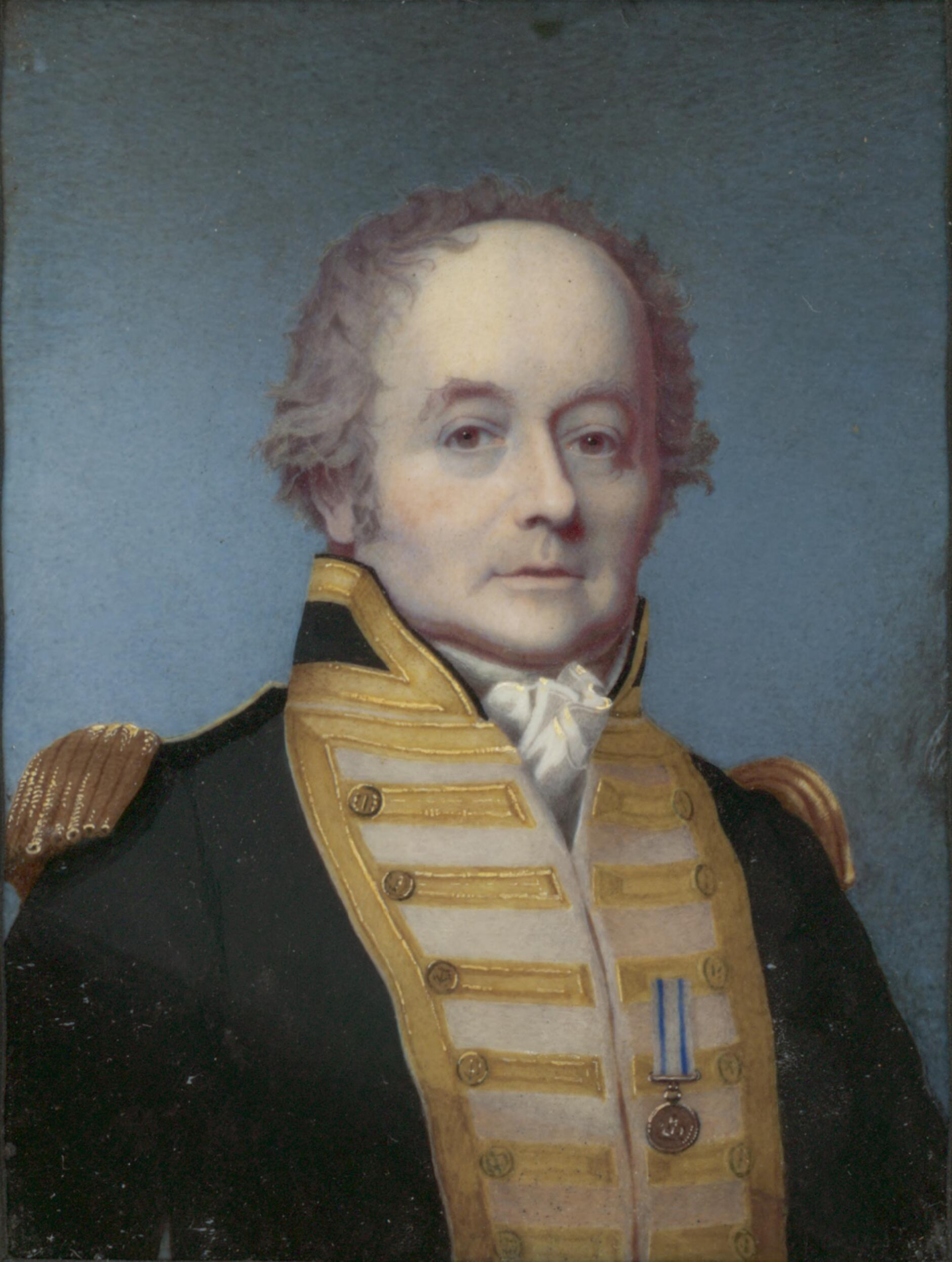
William Bligh

Összesen 18-an tartottak ki Bligh mellett. A lázadás mintegy 30 tengeri mérföldre (56 km-re) történt Tofua szigetétől. Bligh és társai megpróbáltak ott kikötni. Az egyetlen dolog, ami ezen a szigeten történt, John Norton halála volt, akit a tofuaiak halálra köveztek. Bligh egy szextánssal és egy zsebórával navigálta a 7 méter hosszú nyitott mentőcsónakot 47 napon át, míg Tofuától eljutottak a Holland-Kelet-Indiákhoz tartozó Timor szigetére. Szerinte 3618 tengeri mérföldet (6710 km-t) tettek meg. Június 14-én érkeztek Timorra. Röviddel azután, hogy megérkeztek, a szakács és a botanikus meghalt. Bligh kapitány visszatért Angliába, és jelentette az esetet az Admiralitásnál 1790. március 15-én.

### A lázadók Tahitin
Ezalatt a lázadók megpróbáltak eljutni Tubuai szigetére és ott letelepedni. Az ott töltött három hónap alatt számos alkalommal támadták meg őket a helybeliek, így visszatértek Tahitire. 
Két lázadó 1789 és 1790 folyamán a szigeten meghalt. Matthew Thompson lelőtte Charles Churchillt, és ezért Churchill tahiti családja halálra kövezte őt.

### APandorautolsó útja
A HMS Pandorát, Edward Edwards irányítása alatt, 1790. november 7-én indították útjára a Bounty és a lázadók megkeresésére. A Pandora a szokásosnál kétszer nagyobb legénységet szállított, hogy legyen elég ember a Bounty hazahozatalára. Edwards kapitány rendkívül kegyetlen ember hírében állt, aki szörnyen bánt el a lázadókkal.
A Pandora 1791. március 23-án érte el Tahitit. A Bounty négy embere ment fel a Pandorára, és további tízet tartóztattak le néhány héten belül. Ezt a tizennégy embert a Pandora belsejébe, egy mocskos, levegőtlen és patkányokkal teli helyre zárták, amelyet a bebörtönzöttek Pandóra szelencéjének neveztek.
1791. május 8-án a Pandora elhagyta Tahitit. Három hónapot töltöttek azzal, hogy a Tahititól nyugatra fekvő szigeteken keressék a Bountyt. Majd nyugatnak tartott a Torres-szoroson át, ahol azonban a Pandora zátonyra futott, 1791. augusztus 29-én. A hajó másnap süllyedt el. A legénységből 31-en és négy lázadó (Skinner, Sumner, Stewart és Hillbrandt) vesztek oda. A hajó maradék 89 embere és tíz lázadó négy kisebb csónakon Timor felé evezett, ironikusan ugyanúgy, ahol Bligh tette. 1791. szeptember 16-án érkeztek meg Timorra.
Mindent összevetve az angol haditengerészet keveset foglalkozott a lázadók és Christian kézre kerítésével, mivel a briteknek rövidesen égetőbb gondjaik támadtak. Franciaországban kitört a forradalom, amely elleni támadásban az angolok is részt vettek, s végül a forradalom elleni háború a véres napóleoni háborúkba csapott át.

### A lázadók a Pitcairn-szigeteknél

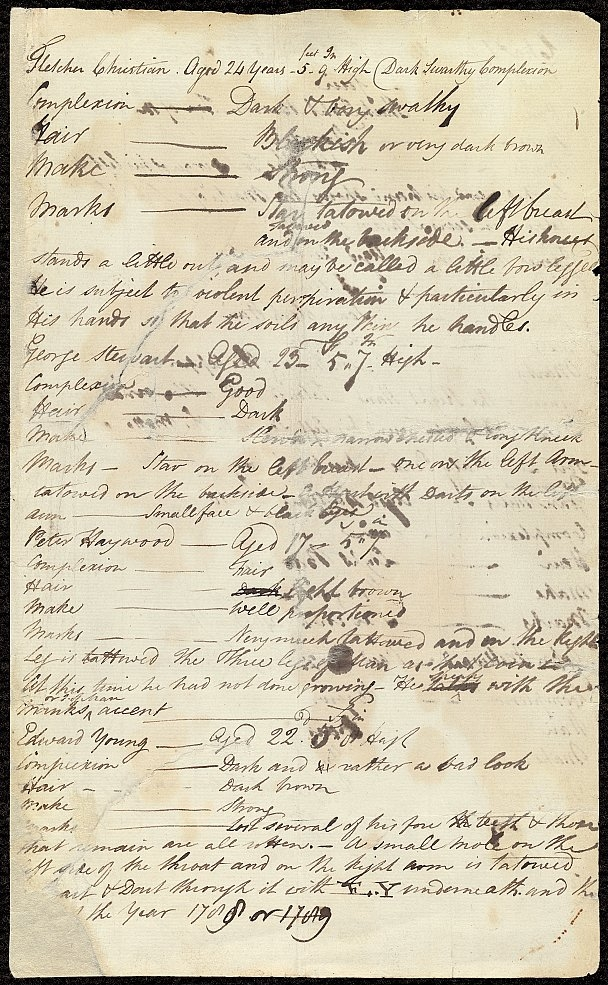
Bligh listájának első lapja a lázadókról

Röviddel azután, hogy 1789 szeptemberében Christianék tizenhatan (nyolc tengerész, hat tahiti nő, tizenegy más nő, egy gyerek) partra szálltak Tahitin, vitorlát bontottak, hogy kijátsszák a brit tengerészet figyelmét. A tahiti nőket elrabolták, nem önszántukból jöttek velük. 
A lázadók Fidzsi és a Cook-szigetek érintésével haladtak, de féltek, hogy felfedezik őket. 1790. január 15-én meglátták a Pitcairn-szigeteket, amelyek nem szerepeltek a Tengerészet térképein. Miután eldöntötték, hogy ott telepednek le, minden létfontosságú dolgot levittek a hajóról, és hogy senki ne tudjon elmenekülni közülük, január 23-án felgyújtották a hajót abban az öbölben, amelyet ma Bounty-öbölnek hívnak. A ballasztkövek a mai napig megtalálhatók az öböl vizében. A kormánylapát a Fidzsi Múzeumban van.

### Élet a szigeten
A lázadók 3 évig viszonylagos csendben éltek a szigeten, de életük nem volt gondoktól mentes. A tahiti férfiakat a fehér tengerészek szolgaként kezelték és dolgoztatták. A nőket is saját tulajdonuknak tartották, akárcsak az alkoholt, amit a tahiti férfiak szintén megkívántak. 1793-ban konfliktus robbant ki a szigeten a lázadók és a tahiti férfiak között. Utóbbiak nőket és szeszt követeltek maguknak. Négy lázadót (John Williams, Isaac Martin, John Mills és William Brown) és magát Fletcher Christiant is megölték a tahiti férfiak, majd mind a hat tahiti férfit is megölték, néhányat a megölt lázadók feleségei tettek el láb alól. Fletcher Christian egy feleséget és egy fiút (Thursday October Christian) illetve két lányt hagyott hátra.
Christian halála hatalmi űrt hagyott maga után a kis közösségben. A négy túlélő lázadó közül ketten, Ned Young és John Adams (akit Alexander Smith néven is ismernek), békében vezették a közösséget, amíg William McCoy nem épített egy pálinkalepárlót, így a szigetlakók ismét rákaptak az alkoholra. William McCoy bódult állapotában leesett egy szikláról, Matthew Quintalt pedig Young és Adams ölte meg, mivel azzal fenyegetőzött, hogy mindenkit megöl.
Ned Young 1800-ban asztmában, természetes okból halt meg, Adams a közösség vezetője lett, bevezette a vasárnapi templomi szolgálatokat és az oktatást, keresztény közösséget nevelt. 1825-ben Adams amnesztiát kapott és halála után már egy jól szervezett békés közösség működött a szigeten, amely földművelésből élt.

### A sziget felfedezése
1795. december 27-én a szigetlakók egy idegen hajót láttak, de az nem kötött ki a szigetnél, mert nem tudták, melyik nemzethez tartozik. 1801-ben járt újra arra hajó, de az sem kívánt kapcsolatba lépni a szigettel. A harmadik látogatása alkalmával már láttak az idegen hajóról életet a szigeten, de nem küldtek csónakot annak felfedezésére. A Mayhew Folger irányítása alatt álló amerikai Topaz nevű kereskedelmi hajó volt az első, amelyik meglátogatta a szigetet, mintegy 10 órát töltöttek ott 1808 februárjában. Folger felfedezését továbbították az Admiralitásnak, a 25° 2' déli szélesség 130° hosszúsági fokának helyzetet megadva. Bár ezt az információt Sir Thomas Staines, a királyi flotta két hajójának (a HMS Briton és a HMS Tagus) vezetője nem tudta, a szigetet mégis megtalálta 1814. szeptember 17-én. Staines részletes jelentést küldött az Admiralitásnak.
1808-ban, amikor a Topaz járt a szigetnél, már csak John Adams élt a lázadók közül, valamint kilenc nő és néhány gyerek. 1825-ben Adams amnesztiát kapott. Pitcairn fővárosa, Adamstown róla lett elnevezve. 1838. november 30-án a Pitcairn-szigetek hivatalosan is a Brit Birodalom része lett. 1856-ban a brit kormány a pitcairniek számára biztosította a Norfolk-szigetre való részleges áttelepülést, a megnövekedett lakosság miatt.
2007-ben a szigetek lakossága 50 fő volt. Január 23-át a Bounty-öbölbe való érkezés napjaként (pontosabban a hajó felgyújtásának napjaként) ünneplik, a Norfolk-szigeten június 8-át pedig a pitcairni telepesek érkezésének napjaként.

## A legénység lázadó tagjai

### Tahitin meghaltak (1789–90)
- Matthew Thompson
- Charles Churchill

### Tahitin kiszállt
- William Muspratt – megbocsátva
- Thomas Burkitt – kivégezve
- Thomas Ellison – kivégezve
- John Millward – kivégezve
- Matthew Thompson – kivégezve

### A süllyedőPandoránhalt meg
- Henry Hillbrandt
- Richard Skinner
- John Sumner
- George Stewart

### Pitcairnen haltak meg
- Fletcher Christian (1764 – 1793)
- John Adams (1768 ? – 1829) – az egyedüli igazi túlélő
- William Brown (–1793)
- William McCoy (–1797/1798) – öngyilkos lett
- Isaac Martin (-1793)
- John Mills (-1793)
- James Morrison
- Matthew Quintal (–1799) – "kivégezve"
- John Williams (–1793)
- Ned Young (1762 körül – 1800)

## Érdekesség
- A lázadást több könyv, film is feldolgozta. Az 1962-es hollywoodi filmprodukcióban a főszereplő Fletchert játszó színészlegenda Marlon Brandóra csaknem pontosan megfelelt a valódi Fletcher Christian alakja. Brandót is meglehetősen elviselhetetlen természetűnek és sértődősnek tartották életében.

### Filmek
- Lázadás a Bountyn az Internet Movie Database oldalon (angolul)
- Lázadás a Bountyn az Internet Movie Database oldalon (angolul)
- Lázadás a Bountyn az Internet Movie Database oldalon (angolul)
- Lázadás a Bountyn az Internet Movie Database oldalon (angolul)
- Lázadás a Bountyn az Internet Movie Database oldalon (angolul)

### Másolatok
- Ships used in the 1935 film
- The replica of HMS Bounty built for the 1962 MGM movie
- The Bounty built for the 1984 Mel Gibson/Anthony Hopkins Movie

### Hivatalos pitcairni pénzérmék
- H.M.A.V. Bounty
- Pitcairn